# Vincent Graven
Vincent Graven (* 9. Juli 2000) ist ein deutscher Volleyballspieler.

## Karriere
Graven begann seine Karriere im Nachwuchs des ASV Dachau. In der Saison 2015/16 spielte der Diagonalangreifer für den spanischen Verein CV Sóller. 2018/19 war er erneut in Spanien für Urbia Palma aktiv. Mit dem ASV Dachau spielte er in der Saison 2022/23 in der Zweiten Liga Süd. 2024/25 tritt er mit den Dachauern in der ersten Liga an.